# 大阪高等学校 (旧制)
| 大阪高等学校 （大高） | 大阪高等学校 （大高）                       |
| --------------------- | ------------------------------------------- |
| 創立                  | 1921年                                      |
| 所在地                | 大阪府東成郡天王寺村 （現・大阪市阿倍野区） |
| 初代校長              | 野田義夫                                    |
| 廃止                  | 1950年                                      |
| 後身校                | 大阪大学                                    |
| 同窓会                | 大阪高等学校同窓会                          |

旧制大阪高等学校（きゅうせいおおさかこうとうがっこう）は、大阪府に設立された官立の旧制高等学校。略称は「大高」。

## 概要
改正高等学校令に基づき19番目の官立旧制高等学校として設立された。文科（甲類・乙類）および理科（甲類・乙類・丙類）よりなる修業年限3年の高等科を設置した。特にフランス語を専修とする理科丙類を設置したのは、官立高校のうち大高以外では東京高校のみである。
生徒は大阪出身者が全体の2/3、市内の中学校6校の出身者だけで5割以上を占めた。卒業生には政治家・官僚は少なく、ジャーナリスト・学者が多いとされる。学生寮として「図南寮」（となんりょう）が建てられた。
第二次世界大戦後の学制改革により府立浪速高校と共に新制大阪大学に包括され、大阪大学一般教養部南校の前身となった。

## 沿革
- 1921年（大正10年）11月：勅令第432号により大阪高等学校設置。
- 1922年（大正11年）4月：開校。
- 1947年（昭和22年）：文科丙類を設置。
- 1949年（昭和24年）5月：新制大阪大学に包括され、「大阪大学大阪高等学校」と改称。
- 1950年（昭和25年）3月：廃止。

## 歴代校長
- 初代：野田義夫
- 第2代：隈本繁吉
- 第3代：金子幹太
- 第4代：石倉小三郎
- 第5代：佐々木喜市
- 第6代：伊藤達夫
- 第7代：森田淳一

## 校地の変遷と継承
開校に際し設立資金として地元から51万円の寄附が集められたが、地価の高い大阪では市南郊の天王寺村（当時は大阪府東成郡 / 1925年に大阪市に合併され住吉区に編入されたのち現・阿倍野区）に10,400坪の校地しか取得できず、他の高校の1/2 - 1/3の面積しかなかった。そのため本館は道路に面し鉄筋コンクリート構造で建設された。新制大学への移行まで存続し、校地・校舎は大阪大学一般教養部南校に継承されたが、1960年同・北校（旧制浪高の旧校地）に統合移転されたため廃止、1962年には跡地に公団阪南団地（現・UR都市機構阪南団地）が建設され、現在に至っている。跡地には「青春の像」「大高跡碑」などのモニュメントが建立され、1972年には開校50年を記念して阪大豊中キャンパス内に「大高の森」が造営されている。大高の建物の中では生徒集会所として使用されていた木造の「黎明館」が、天理外国語学校（天理大学の前身）の創設者、天理教2代真柱の中山正善が大高OBである関係から、1960年に奈良県の天理大学内に移築され現存する。

## 著名な出身者

### 文化・学術
- 秋田實 - 漫才作家
- 市井三郎 - 哲学者
- 丘美丈二郎 - 小説家、テストパイロット
- 開高健 - 小説家、在学中学制改革により大阪市立大学へ
- 川島武宜 - 法学者、日本学士院会員
- 定永両一 - 地球科学者、日本学士院会員
- 竹内好 - 中国文学者
- 多田武彦 - 作曲家、合唱曲、特に男声合唱で知られる
- 田中信昭 - 合唱指揮者、東京混声合唱団桂冠指揮者
- 角山栄 - 歴史学者、和歌山大学学長
- 豊島久真男 - 医学者、文化勲章受章、日本学士院会員
- 中山正善 - 天理教二代真柱
- 長谷川慶太郎 - 経済評論家
- 野田又夫 - 哲学者、紫綬褒章、勲二等瑞宝章受章
- 福井謙一 - 化学者、ノーベル化学賞受賞、文化勲章受章、日本学士院会員
- 橋本峰雄 - 哲学者、法然院第30代貫主
- 早石修 - 生化学者、文化勲章受章、日本学士院会員
- 藤枝晃 - 歴史学者、敦煌学
- 藤沢桓夫 - 小説家
- 保田与重郎 - 文芸評論家
- 松尾昭典 - 映画監督
- 松村達雄 - 英文学者
- 向井敏 - エッセイスト
- 森恭三 - ジャーナリスト、朝日新聞論説主幹
- 森野米三 - 物理化学者、文化勲章受章、日本学士院会員
- 森本信男 - 地球科学者、日本学士院会員
- 安井郁 - 国際法学者、原水爆禁止日本協議会（原水協）初代理事長
- 柳瀬良幹 - 行政法学者
- 安井琢磨 - 経済学者、文化勲章受章
- 脇田修 - 歴史学者

### 政界
- 古川丈吉 - 衆議院議員（自由民主党）、法務政務次官
- 木野晴夫 - 衆議院議員（自由民主党）、経企・防衛政務次官
- 田畑金光 - 衆議院議員（民社党）、いわき市長
- 山本壮一郎 - 宮城県知事

### 官界
- 石野信一 - 大蔵事務次官、旧太陽神戸銀行頭取
- 山内宏 - 大蔵省証券局長、大阪証券取引所理事長
- 新井真一 - 通産省繊維局長、日本万国博覧会事務総長
- 赤澤璋一 - 通産省重工業局長、ジェトロ理事長 / ジェトロが輸入奨励シフトへ
- 岡村泰孝 - 検事総長
- 三井脩 - 警察庁長官
- 堀新助 - パ・リーグ会長、駐イタリア大使

### 経済界
- 森薫 - 阪急電鉄社長
- 柴谷貞雄 - 阪急電鉄社長
- 新宮康男 - 住友金属工業社長
- 金森茂一郎 - 近畿日本鉄道社長
- 末松謙一 - 三井銀行社長、さくら銀行頭取・会長
- 領木新一郎 - 大阪ガス社長、現相談役
- 橋本俊作 - さくら銀行頭取
- 柴田俊治 - 朝日放送社長、現相談役
- 野田忠二郎 - 阪神電気鉄道会長